# Street Ashton
Street Ashton – osada w Anglii, w hrabstwie Warwickshire, w dystrykcie Rugby. Leży 25 km na północny wschód od miasta Warwick i 133 km na północny zachód od Londynu.